# Hạm đội Thái Bình Dương Nga
Hạm đội Thái Bình Dương (tiếng Nga: Тихоокеанский флот, Chuyển sang ký tự Latinh: Tikhookeanskiy flot, tên là Hạm đội Thái Bình Dương Banner đỏ, Краснознамённый Тихоокеанский флот trong thời Xô Viết) là một phần của Hải quân Nga đóng tại Thái Bình Dương, mà trước đây là đơn vị đảm bảo an ninh biển tại vùng Viễn Đông của Liên Xô. Trụ sở chính của hạm đội nằm ở Vladivostok. Căn cứ hạm đội quan trọng khác trong khu vực Viễn Đông Nga là Petropavlovsk-Kamchatskiy trong vịnh Avacha, trên bán đảo Kamchatka với một căn cứ tàu ngầm lớn ở Vilyuchinsk cũng tại bán đảo.
Trong thời kỳ Liên Xô, Hạm đội Thái Bình Dương cũng chịu trách nhiệm quản lý và chỉ đạo hoạt động của Hải quân Liên Xô tại Ấn Độ Dương. Phi đội và các tàu hải quân Xô Viết đóng quân tại một số quốc gia ở Ấn Độ Dương, như là tại Đảo Socotra.

## Lịch sử
Thành lập ngày 21-5-1731, tiền thân là đội tàu quân sự Okhotsk (1731-1856) và Đội tàu quân sự Siberia (1856-1918).

## Trang bị
| #   | Thể loại       | Tên                      | Lớp                      | Năm  |
| --- | -------------- | ------------------------ | ------------------------ | ---- |
| 011 | Tàu tuần dương | Varyag                   | Lớp tàu tuần dương Slava | 1983 |
| 543 | Tàu khu trục   | Nguyên soái Shaposhnikov | Udaloy I                 | 1985 |
| 564 | Tàu khu trục   | Đô đốc Tributs           | Udaloy I                 | 1985 |
| 572 | Tàu khu trục   | Đô đốc Vinogradov        | Udaloy I                 | 1988 |
| 548 | Tàu khu trục   | Admiral Panteleyev       | Udaloy I                 | 1991 |
| 715 | Tàu khu trục   | Bystryy                  | Sovremenny               | 1989 |

| #     | Loại | Tên                                                                  | Lớp                | Năm  |
| ----- | ---- | -------------------------------------------------------------------- | ------------------ | ---- |
| K-44  | SSBN | Ryazan                                                               | Delta III          | 1979 |
| K-506 | SSBN | Zelenograd                                                           | Delta III          | 1979 |
| K-211 | SSBN | Petropavlovsk-Kamchatskiy                                            | Delta III          | 1980 |
| K-223 | SSBN | Podolsk                                                              | Delta III          | 1980 |
| K-433 | SSBN | Svyatoy Georgiy Pobedonosets (Chiến thắng Saint George)              | Delta III          | 1981 |
| K-150 | SSGN | Tomsk                                                                | Oscar II           | 1991 |
| K-456 | SSGN | Vilyuchinsk                                                          | Oscar II           | 1991 |
| K-186 | SSGN | Omsk                                                                 | Oscar II           | 1993 |
| K-331 | SSN  | Magadan                                                              | Akula I            | 1990 |
| K-419 | SSN  | Kuzbass                                                              | Akula I            | 1992 |
| K-295 | SSN  | Samara                                                               | Tàu ngầm lớp Akula | 1995 |
| B-260 | SSK  | Chita                                                                | Kilo               | 1981 |
| B-394 | SSK  |                                                                      | Kilo               | 1988 |
| B-445 | SSK  | Svyatoy Nikolay Chudotvorets (Công nhân phi thường của St. Nicholas) | Kilo               | 1988 |
| B-464 | SSK  | Ust'-Kamchatsk                                                       | Kilo               | 1990 |
| B-494 | SSK  | Ust'-Bolsheretsk                                                     | Kilo               | 1990 |
| B-187 | SSK  |                                                                      | Kilo               | 1991 |
| B-190 | SSK  | Krasnokamensk                                                        | Kilo               | 1993 |
| B-345 | SSK  | Mogocha                                                              | Kilo               | 1994 |

### Lực lượng không quân
Tính đến năm 2007, lực lượng không quân của Hạm đội Thái Bình Dương bao gồm:
- 568 máy bay chiến đấu của Trung đoàn Không quân Tổng hợp - HQ, bao gồm máy bay Tupolev Tu-22M và Tupolev Tu-142 tại căn cứ không quân Kamenny Ruchey.
- 865 máy bay chiến đấu của Trung đoàn Không quân PVO - HQ, tại căn cứ Yelizovo - Sân bay Petropavlovsk-Kamchatsky bao gồm máy bay Mikoyan MiG-31 chuyển giao cho Hạm đội Thái Bình Dương vào ngày 1 tháng 7 năm 1998.[4]
- 317 máy bay của Trung đoàn Không quân Tổng hợp - HQ, bao gồm máy bay tuần tra Ilyushin Il-38 tại Yelizovo.
- 71 máy bay vận tải Antonov An-12, Antonov An-24 và Antonov An-26 thuộc Phi đoàn Vận tải Quân sự - HQ.
- 175 máy bay chống tàu ngầm Kamov Ka-27 thuộc Phi đội trực thăng chống tàu ngầm - HQ tại Yelizovo.
- 289 máy bay chống tàu ngầm Ilyushin Il-38, Kamov Ka-27 và Kamov Ka-32 thuộc Phi đội trực thăng chống tàu ngầm - HQ tại Nikolayevka.

## Lãnh đạo
Chỉ huy của Hạm đội Thái Bình Dương qua các thời kỳ:
- Mikhail Vladimirovich Viktorov (từ tháng 4 năm 1932)
- Grigoriy Petrovich Kireyev (từ tháng 8 năm 1937)
- Nikolay Gerasimovich Kuznetsov (từ tháng 1 năm 1938)
- Ivan Stepanovich Yumashev (từ tháng 8 năm 1939)

Sau đó, vào tháng 1 năm 1947, hạm đội được chia tách thành hạm đội 5 và hạm đội 7:
| Hạm đội 5: - Aleksandr Sergeyevich Frolov (từ tháng 1 năm 1947) - Nikolay Gerasimovich Kuznetsov (từ tháng 2 năm 1950) - Yuriy Aleksandrovich Panteleyev (tháng 8 năm 1951 - tháng 1 năm 1953) | Hạm đội 7: - Ivan Ivanovich Baykov (từ tháng 1 năm 1947) - Georgiy Nikitich Kholostyakov (tháng 11 năm 1951 - Tháng 5 năm 1953) |

Vào tháng 4 năm 1953, Hạm đội đã một lần nữa được hợp nhất thành hạm đội Thái Bình Dương:
- Yuriy Aleksandrovich Panteleyev (từ tháng 1 năm 1953)
- Valentin Andreyevich Chekurov (từ tháng 1 năm 1956)
- Vitaliy Alekseyevich Fokin (từ tháng 2 năm 1958)
- Nikolay Nikolayevich Amelko (từ tháng 6 năm 1962)
- Nikolai Ivanovich Smirnov (từ tháng 3 năm 1969)
- Vladimir Petrovich Maslov (từ tháng 9 năm 1974)
- Emil Nikolayevich Spiridonov (từ tháng 8 năm 1979)
- Vladimir Vasilyevich Sidorov (từ tháng 2 năm 1986)
- Gennadiy Aleksandrovich Khvatov (Từ tháng 12 năm 1986)
- Georgiy Nikolayevich Gurinov (từ tháng 3 năm 1993)
- Igor Nikolayevich Khmelnov (từ tháng 8 năm 1994)
- Vladimir Ivanovich Kuroyedov (từ tháng 2 năm 1996)
- Mikhail Georgiyevich Zakharenko (từ tháng 7 năm 1997)
- Gennadiy Aleksandrovich Suchkov (từ tháng 7 năm 2001)
- Viktor Dmitriyevich Fedorov (từ tháng 12 năm 2001)
- Konstantin Sidenko Semyonovich (từ tháng 12 năm 2007)
- Sergey Iosifovich Avakyants (chỉ huy từ tháng 8 năm 2010 - bổ nhiệm làm Tư lệnh ngày 3 tháng 5 năm 2012)

## Đội tàu
- Đội tàu Hải quân (Vladivostok).
- Lực lượng Hải quân vùng ven biển:
  - Lực lượng bờ biển kết hợp hạm đội:
    - Đội tàu hải quân (Fokino).
    - 36 tàu chiến.
    - 44 tàu chiến thuộc Lữ đoàn săn ngầm.
    - 100 tàu thuộc Lữ đoàn tàu chiến.
    - 19 tàu thuộc Lữ đoàn tàu ngầm.
    - 165 tàu thuộc Lữ đoàn tàu bề mặt.
    - 34 tàu thuộc Lữ đoàn tàu cứu hộ.
    - 31 tàu thuộc Lữ đoàn tàu hộ vệ.
    - 72 tàu thuộc Lữ đoàn tàu xây dựng và sửa chữa.
    - 515 tàu thuộc Lữ đoàn tàu tình báo.

  - Hạm đội hải quân.
  - Lực lượng Không quân thuộc Hải quân.
- Lực lượng quân đội Đông Bắc (NEGTF):
  - Hải quân (Petropavlovsk-Kamchatskiy).
  - Lực lượng kết hợp hạm đội Kamchatka.
  - Sư đoàn phòng vệ biển và bờ biển.
  - Lực lượng không quân của NEGTF:
    - 865 máy bay chiến đấu Trung đoàn máy bay chiến đấu.
    - 317 máy bay thuộc Trung đoàn tổng hợp.
    - 175 máy bay chống tàu ngầm máy thuộc Phi đội trực thăng.
    - 216 máy bay chiến đấu thuộc Trung đoàn máy bay chiến đấu.
    - 1.532 máy bay chiến đấu thuộc Trung đoàn phòng không.